# Борисевич Ганна Адамівна
Ганна Адамівна Борисевич (біл. Ганна Адамаўна Барысевіч; 6 (18) травня 1888, Червень, Мінська губернія — 23 лютого 2007, Мінськ) — білоруська довгожителька, незареєстрована в Книзі рекордів Гіннеса, яка прожила 118 років і 281 день. З 2004 року була однією із найстаріших неверифікованих живих людей на Землі.

## Біографія
Народилася в селянській родині Адама Новицького і його другої дружини — Юзефи. Коли Ганні було шістнадцять місяців (за іншими джерелами, чотири), її мати померла. Батько одружився втретє. Вихованням дівчинки займалися старша зведена сестра і бабуся. Коли Ганна була ще дитиною, сім'я переїхала в Старий Койчин (нині Березинський район). Батько, Адам Новицький, отримав від власника фільварку шматок землі і за її користування платив, працюючи по господарству. У Першій світовій війні на фронті загинув старший зведений брат Ганни — син Адама Новицького від першого шлюбу.
Ганна не ходила до школи, тому не вміла читати і писати: Дівок і баб грамоті не вчили, при Леніні в лікнепі навчилася розписатися.
У 1917 році, у віці 29 років, вийшла заміж за Іполита Борисевича, працівника сільради. Народила сімох дітей, четверо з них померли в дитинстві. Повноліття досягли Ніна, Валентин і Євгеній. У 1937 році чоловік Ганни був заарештований, визнаний ворогом народу і відправлений на заслання в Сибір. Іполит Борисевич помер у 1940 році. В інтерв'ю Ганна майже ніколи про нього не говорила, тільки натякнула, що пробачила чоловіка. Більше заміж не вийшла.
Під час колективізації Ганна Борисевич почала працювати в колгоспі в Старому Койчині, аж до виходу на пенсію. Під час Німецько-радянської війни сім'я Борисевич допомагала партизанам. Старий Койчин, де вони проживали, був зайнятий німецько-фашистськими окупантами в 1941 році, але незабаром село було звіленене партизанським загоном.
У 1965 році, у віці 77 років, Ганна Борисевич вийшла на пенсію. У 1983 році, у віці 95 років, вона переїхала до Мінська, в квартиру своєї дочки Ніни.
Померла 23 лютого 2007 року у віці 118 років, залишивши трьох дітей, тринадцятьох онуків, чотирьох правнуків і чотирьох праправнуків.

## Рекорд довголіття
ЗМІ зацікавилися Ганною Борисевич в 2004 році. Коли жінка змінювала паспорт, держслужбовці звернули увагу на її вік — 115 років. Спочатку підозрювали помилку. Перед публікацією Книги рекордів Гіннеса за 2007 рік Білорусь подала заяву про внесення до неї даних про Ганну Борисевич як рекордсменку по довголіттю, але кандидатуру мешканки Білорусі відхилили. Редактори видавництва не довіряли документам, виданим у країнах колишнього Радянського Союзу. У 2007 році офіційним світовим рекордом довголіття визнали 114-річну мешканку Японії (тоді Ганні Борисевич виповнилося 118 років).
У 2007 році ім'я Ганни Борисевич — рекордсменки по довголіттю — було внесено до Книги рекордів Росії, СНД і країн Балтії «Диво».

## У ЗМІ
З 2004 року Ганна Борисевич була героїнею численних інтерв'ю, радіо- і телевізійних програм в країні та за її межами. ЗМІ цікавилися її «секретом» довголіття, здоров'ям, дієтою і поглядами на життя.

### Операція
Навесні 2005 року Ганна Борисевич була героїнею програми Радіо «Свобода», в якій порушувалися питання її здоров'я. Зокрема, було озвучено, що жінка втрачає зір, й нею зацікавилася Олена Денисова — керівник білоруського компанії «Алкон», яка спеціалізується на виробництві офтальмологічних приладів. Денисова запропонувала обстежити жінку і підготувати її до операції на очах. Обстеження показало, що біологічний вік 117-річної Борисевич можна оцінити на 75 років. У пацієнтки була виявлена катаракта, що й спричинило втрату зору. Операція була проведена Ігорем Пашкіним, кандидатом медичних наук. Планувалося імплантувати штучний кришталик. Оперативне втручання тривало 25 хвилин і було проведено успішно в офтальмологічній лікарні «Оптимед» у Мінську. ЗМІ спостерігали та коментували операцію пацієнтки такого поважного віку. Планувалося аналогічне лікування другого ока, але Борисевич до нього не дожила.

### Стиль життя
Причиною свого довголіття Ганна Борисевич вважала свій спокійний характер і філософський підхід до життя. Ніколи не плакала через труднощі і проблеми, й запевняла, що у її житті було багато хорошого. Вона ніколи не дотримувалась жодних дієт. За її словами, їла звичайну сільську їжу: шкварки, картоплю, молоко, яйця, сметану, масло та овочі. Не палила, алкоголь вживала у міру. До кінця свого життя Ганна Борисевич мала добру пам'ять.
Ганна Борисевич сповідувала католицизм і шкодувала, що через похилий вік не може відвідувати костел.

### Борисевич— свідок історії
Журналісти назвали Борисевич «сучасницею трьох століть». Цікавилися її поглядами на владу Леніна, Сталіна, Брежнєва, задавали питання, як вона ставиться до сучасної білоруської влади. Жінка у відповідях звертала увагу на повторюваність історії. З усіх політичних фігур найбільш поважала Леніна: Ленін розкидав капіталістів, землі людям дав. Але мало так побув: Сталін всіх скоро заламав в колгоспи. За її словами, найкращим періодом була епоха Брежнєва: … коли скасували податок на кожне плодове дерево. Ми стали спокійно вирощувати на своєму городі все, що хотіли. І нічого не платили за це. Про Лукашенко знала, але особливо не цікавилася, засуджувала районну та міську владу за їхні обіцянки. В інтерв'ю до свого 117-річчя Ганна Адамівна висловила думку про нерівноправне ставлення до учасників Німецько-радянської війни та пересічних громадян: Військові воювали на війні зі зброєю, а я з лопатою на землі воювала. Копали лопатою і сіяли, бо коней не було, забрали німці, так самі впрягались у плуг. Нам зараз ніяких привілеїв немає, а тим, військовим, є. Вони заслужили, а ми не заслужили, що годували і партизан. Військовим-то пенсію хорошу дали, а мені і пенсії доброї не дали…
Ганна Борисевич скептично ставилася до церковної ієрархії, висловлювала думки про крах влади духовенства: Раніше ксьондз чи батюшка був батьком і суддею, тепер — обман один, про свій мирський добробут печуться.